# Ekkehard Wienholtz
Ekkehard Wienholtz (* 5. Mai 1938 in Dresden) ist ein deutscher Politiker der SPD. Der Jurist war von 1995 bis 2000 Innenminister von Schleswig-Holstein.

## Leben und Beruf
Ekkehard Wienholtz erwarb im Jahr 1958 am Karl-Friedrich-Gymnasium Mannheim das Abitur und studierte Rechts- und Staatswissenschaften in Heidelberg und Freiburg. 1963 bestand er die erste juristische Staatsprüfung und studierte anschließend Politikwissenschaften in Bologna und absolvierte sein Referendariat in Baden-Württemberg. Daneben war er Wissenschaftlicher Mitarbeiter am Institut für öffentliches Recht an der Universität Freiburg. 1968 wurde er bei Horst Ehmke mit einer Arbeit zum Staatsrecht der Bundesrepublik Deutschland in Freiburg zum Dr. jur. promoviert. 1969 bestand er die zweite juristische Staatsprüfung und arbeitete zunächst als Richter am Amtsgericht Waldshut. Im Jahr 1970 wurde er Persönlicher Referent und Leiter des Büros des Chefs des Bundeskanzleramtes, Horst Ehmke. Von 1973 bis 1984 war er unter den Ministerin Ehmke und Hans Matthöfer Beamter im Bundesministerium für Forschung und Technologie. Ab 1985 war unter dem Staatssekretär Klaus Dieter Leister Leiter der Abteilung Recht, Verwaltung, Medien in der Staatskanzlei des Landes Nordrhein-Westfalen. Nach dem Wahlsieg der SPD in Schleswig-Holstein 1988 gehörte er der ersten Landesregierung von Björn Engholm als Staatssekretär im Innenministerium unter Hans Peter Bull an. Dies blieb er auch nach der Landtagswahl 1992 und in der ersten Landesregierung von Heide Simonis. Von Januar 1995 bis März 2000 war er als Nachfolger von Hans-Peter Bull Innenminister des Landes Schleswig-Holstein. Seit 2001 ist er als Rechtsanwalt zugelassen und arbeitet in einer Kanzlei in Kiel.
Wienholtz ist seit 1963 Mitglied der SPD. In den Jahren 2001 bis 2013 war Wienholtz ehrenamtlicher Präsident des Landessportverbandes Schleswig-Holstein. Für sein Engagement für den Sport wurde er mit dem Verdienstorden des Landes Schleswig-Holstein ausgezeichnet.